# Przemysł paliwowo-energetyczny
Przemysł paliwowo-energetyczny to dział gospodarki zajmujący się wydobywaniem surowców energetycznych takich jak: węgiel, ropa naftowa i gaz ziemny oraz przetwarzaniem ich w elektrowniach i rafineriach. Gałęzie tego przemysłu to: 
- przemysł energetyczny
- przemysł paliwowy
- górnictwo